# Carl-Magnus Bergh
Carl-Magnus Bergh, född 18 januari 1949, är en svensk idrottsman (långdistanslöpare). Han tävlade för Solvikingarna. Han vann SM-guld på 25 000 meter och i maraton år 1975.